# Røyrvik
Røyrvik este o comună din provincia Nord-Trøndelag, Norvegia.